# Fort Macleod
Fort Macleod is een plaats (town) in de Canadese provincie Alberta en telt 3072 inwoners (2006). De Werelderfgoedsite Head-Smashed-In Buffalo Jump bevindt zich nabij Fort Macleod. Er bevindt zich een Gereformeerde Gemeente (Netherlands Reformed Congregation) met 472 leden in 2020.

## Geboren in Fort Macleod
- Joni Mitchell (1943), singer/songwriter